# 佐竹義方 (西家)
佐竹 義方（さたけ よしかた、天和3年6月6日（1683年7月29日） - 宝永7年5月20日（1710年6月16日））は、佐竹氏一門の佐竹西家11代当主。久保田藩大館第5代所預。
父は東家佐竹義秀。養父は西家佐竹義武。養子は佐竹義村。幼名は亥之助。通称は六郎。

## 経歴
天和3年（1683年）、東家佐竹義秀の五男として生まれる。元禄9年（1693年）、西家佐竹義武が継嗣の無いまま没したため、藩主佐竹義格の命により、家督と遺領1万3000石のうち9000石を相続し、大館城代となる。宝永7年（1710年）死去。享年28。家督は小場処慶の長男義村が相続した。